# Liste der Kulturdenkmale in Wangen

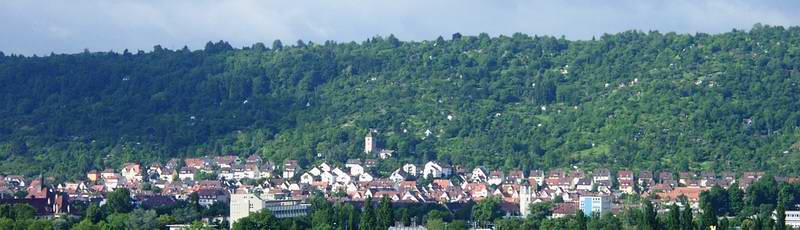
Gesamtansicht von Wangen

In der Liste der Kulturdenkmale in Wangen sind alle unbeweglichen Bau- und Kunstdenkmale des Stadtbezirks Wangen der Stadt Stuttgart verzeichnet, die in der „Liste der Kulturdenkmale – Unbewegliche Bau- und Kunstdenkmale“ des Landesamts für Denkmalpflege Baden-Württemberg verzeichnet sind. Sie ist auf dem Stand vom 25. April 2008 und verzeichnet sind die folgenden unbeweglichen Bau- und Kunstdenkmäler.
Diese Liste ist nicht rechtsverbindlich. Eine rechtsverbindliche Auskunft ist lediglich auf Anfrage bei der Unteren Denkmalschutzbehörde der Stadt Stuttgart erhältlich.

## Allgemein
- Bild: Zeigt ein ausgewähltes Bild aus Commons, „Weitere Bilder“ verweist auf die Bilder im Medienarchiv Wikimedia Commons.
- Bezeichnung: Nennt den Namen, die Bezeichnung oder die Art des Kulturdenkmals.
- Lage: Straßenname und Hausnummer oder Flurstücknummer des Kulturdenkmals, gegebenenfalls auch den Ortsteil. Die Grundsortierung der Liste erfolgt nach dieser Adresse. Der Link (Karte) führt zu verschiedenen Kartendiensten mit der Position des Kulturdenkmals. Fehlt dieser Link, wurden die Koordinaten noch nicht eingetragen. Sind diese bekannt, können sie über ein Tool mit einer Kartenansicht einfach nachgetragen werden. In dieser Kartenansicht sind Kulturdenkmale ohne Koordinaten mit einem roten bzw. orangen Marker dargestellt und können durch Verschieben auf die richtige Position in der Karte mit Koordinaten versehen werden. Kulturdenkmale ohne Bild sind an einem blauen bzw. roten Marker erkennbar.
- Datierung: Baubeginn, Fertigstellung, Datum der Erstnennung oder grobe zeitliche Einordnung entsprechend des Eintrags in der zuständigen Denkmaldatenbank (Landesamt für Denkmalpflege Baden-Württemberg).
- Beschreibung: Kurzcharakteristik des Kulturdenkmals.

## Kulturdenkmale im Stadtbezirk Wangen
| Bild           | Bezeichnung                                                       | Lage | Datierung                                        | Beschreibung                                                                                                  | ID |
| -------------- | ----------------------------------------------------------------- | --- | ------------------------------------------------ | --- | -- |
|                | Fachwerkhaus                                                      | Buchauer Straße 23 (Karte) | 1575–1625                                        | Geschützt nach § 2 DSchG                                                                                      |    |
| Weitere Bilder | Ehemaliger Pfleghof                                               | Buchauer Straße 32A, 32B (Karte) | 1500–1600, 1935                                  | Geschützt nach § 2 DSchG                                                                                      |    |
| Weitere Bilder | Mehrfamilienhäuser der Städtischen Siedlung (Sachgesamtheit)      | Ebersbacher Straße 7 bis 31 (ungerade) (Karte) | 1930                                             | Bauhaus, Neues Bauen, Internationaler Stil, Hochbauamt Stuttgart, Cloos, Baudirektor Geschützt nach § 2 DSchG |    |
|                | Evangelische Methodistische Christuskirche                        | Federseestraße 7 (Karte) | 1907–1909                                        | Jugendstil, Architekt Weißhaar H. Geschützt nach § 2 DSchG                                                    |    |
| Weitere Bilder | Mehrfamilienhäuser der Städtischen Siedlung (Sachgesamtheit)      | Geislinger Str. 57 A–F, 58 A–I, 61 A–F, 62 A–H, 65 A–F, 66 A–F, 69 A–E, 70 A–D, 74 und 76 (Karte)                                                     | 1930                                             | Bauhaus, Neues Bauen, Internationaler Stil, Hochbauamt Stuttgart, Cloos, Baudirektor Geschützt nach § 2 DSchG |    |
| Weitere Bilder | Ehemaliger Pfleghof                                               | Höhbergstr. 21 (Karte) | 1400–1600                                        | Geschützt nach § 2 DSchG                                                                                      |    |
|                | Ehemalige Zehntscheuer                                            | Höhbergstr. 25, Zinkbrunnenweg 16 (Karte) | 1440–1460                                        | Geschützt nach § 2 DSchG                                                                                      |    |
| Weitere Bilder | Evangelische Michaelskirche                                       | Im Kirchweinberg 1 (Karte) | 1250, 1300–1400, 1750, 1903                      | 1903 im Sinne des Späthistorismus „renoviert“ (Böklen R. und Pfeil K.) Geschützt nach § 12 DSchG              |    |
|                | Kirchhof der evangelischen Michaelskirche (Sachgesamtheit)        | Im Kirchweinberg 1 (Karte) | Gotik und Barock (Kirchhoftore)                  | Sogenannter Wangener Bergfriedhof Geschützt nach § 12 DSchG                                                   |    |
| Weitere Bilder | Leichenhaus (Teil der Sachgesamtheit)                             | Im Kirchweinberg 3 (Karte) | 1913                                             | Im Wangener Bergfriedhof Geschützt nach § 12 DSchG                                                            |    |
| Weitere Bilder | Ehemaliges GEG-Lagerhaus und Metzgerei, Büro- und Wohnhaus        | Inselstr. 3, 5 (Karte) | 1930, Bauhaus, Neues Bauen, Internationaler Stil | Erstellt durch die GEG, (hauseigenes) Architekturbüro Geschützt nach § 2 DSchG                                |    |
| Weitere Bilder | Reihenhäuser und Mehrfamilienhäuser der Siedlung (Sachgesamtheit) | Folgende Straßen und Hausnummern gehören dazu: Laupheimer Straße 1–7, 9A–9L Nähterstraße 26, 28, 30 Ulmer Straße 312, 314, 316; Flst.Nr. 1575 (Karte) | 1918–1919                                        | Erbaut durch Eitel Albert Geschützt nach § 2 DSchG                                                            |    |
|                | Mehrfamilienhäuser der Siedlung (Sachgesamtheit)                  | Salacher Str. 42, 44, Wasenstr. 43, 45 (Karte) | 1926                                             | Expressionismus, Hartung Hans (?), Calwer K. (Plastiken) Geschützt nach § 2 DSchG                             |    |
|                | Mietshaus mit Bäckerei                                            | Ulmer Straße 278, 280 (Karte) | 1926–1927, Expressionismus                       | Architekt Burkhardsmeier Geschützt nach § 2 DSchG                                                             |    |
|                | Mietshaus mit Gastwirtschaft und Tor (Sachgesamtheit)             | Ulmer Straße 308; Flst.Nr. 1571/1 (Karte) | 1905, Jugendstil, Historismus                    | Erbaut durch Hofer Julius Geschützt nach § 2 DSchG                                                            |    |
|                | Schultheiß-Weiß-Haus                                              | Ulmer Straße 325 (Karte) | 1700–1750                                        | Barockes Gebäude Geschützt nach § 2 DSchG                                                                     |    |
|                | Kelter                                                            | Ulmer Straße 334, Wangener Kelterplatz (Karte) | 1713                                             | Barocke Anlage Geschützt nach § 2 DSchG                                                                       |    |
|                | Ehemaliges Rathaus                                                | Ulmer Straße 350 (Karte) | 1847                                             | In Württembergischem Kameralamtsstil erbaut Geschützt nach § 2 DSchG                                          |    |
|                | Ehemaliges Gasthaus „Zur Krone“, jetzt Bezirksrathaus             | Wangener Marktplatz 1 (Karte) | 1500–1600                                        | Geschützt nach § 2 DSchG                                                                                      |    |